# Neumühle (Beetzendorf)
Neumühle ist ein Ortsteil der Gemeinde Beetzendorf im Altmarkkreis Salzwedel in Sachsen-Anhalt.

## Geografie
Der Ort Neumühle liegt sechs Kilometer südwestlich von Beetzendorf am Tangelnschen Bach.

## Geschichte
Im Jahre 1804 wurde das Vorwerk Neuemühle bei Tangeln mit einer Schäferei mit 26 Einwohnern, gelegen im Salzwedelschen Kreis, erwähnt. Es gehörte damals dem Grafen von der Schulenburg zu Wolfsburg. Das Forsthaus Heydau wurde im Jahre 1749 angelegt (1804 Forsthaus Heidau genannt). Es gehörte ebenfalls Graf von der Schulenburg zu Wolfsburg. Das Forsthaus Heydau lag südöstlich von Mellin im Wald auf der Feldmark des schon 1420 wüsten Dorfes Heidau.
Im Jahre 1842 gehörten der Weiler Neuemühle mit einer Papiermühle und die Försterei Heidau zur Gemeinde Mellin.
In einem Verzeichnis aus dem Jahre 1873 wird ein selbstständiger Gemeindebezirk Neuemühle, Colonie und Papierfabrik aufgeführt.
Im Jahre 1909 bestand ein Gutsbezirk Neumühle mit dem Forsthaus Heydau, einer Papierfabrik und einem ehemaligen Chausseehaus. 1925 wurde ein Forsthaus Neumühle genannt, es lag nordwestlich des Dorfes auf der anderen Seite des Baches.
Zwischen 1938 und 1942 wurde das Schloss Neumühle vom Wolfsburger Zweig des Adelsgeschlechts derer von der Schulenburg erbaut.
Nach 1986 wurde ein Ortsteil Neumühle der Gemeinde Tangeln genannt.

### Eingemeindungen
Am 30. September 1928 wurde der Gutsbezirk Neuemühle mit der Landgemeinde Tangeln vereinigt. Am 28. Mai 1929 war im Amtsblatt zu lesen, die bisherige Ortsbezeichnung „Neuenmühle“ dürfe weitergeführt werden. Der Gutsbezirk wurde in amtlichen Gemeindelexika als „Neuemühle“ geführt, jedoch nicht als „Neuenmühle“ oder, wie hier zu erwarten wäre, als „Neumühle“.
Nach Eingemeindung der Gemeinde Tangeln in die Gemeinde Beetzendorf kam der Ortsteil Neumühle am 1. Januar 2009 zur Gemeinde Beetzendorf. In der Hauptsatzung der Gemeinde wird ein Ortsteil Neumühle aufgeführt, zu dem die kleinere Ansiedlung „Schloss Neumühle“ gehört. Der Historiker Peter P. Rohrlach schreibt hingegen: Der Ort wurde „2009 als Schloß Neumühle zur Gemeinde Beetzendorf als kleinere Ansiedlung eingemeindet“.

### Einwohnerentwicklung
| Jahr | Einwohner |
| ---- | --------- |
| 1774 | 12        |
| 1789 | 12        |
| 1798 | 25        |
| 1801 | 08        |
| 1818 | 26        |

| Jahr | Einwohner |
| ---- | --------- |
| 1840 | 66        |
| 1885 | 69        |
| 1892 | [00]54    |
| 1905 | 55        |

Quelle, wenn nicht angegeben, bis 1905:

## Kultur und Sehenswürdigkeiten

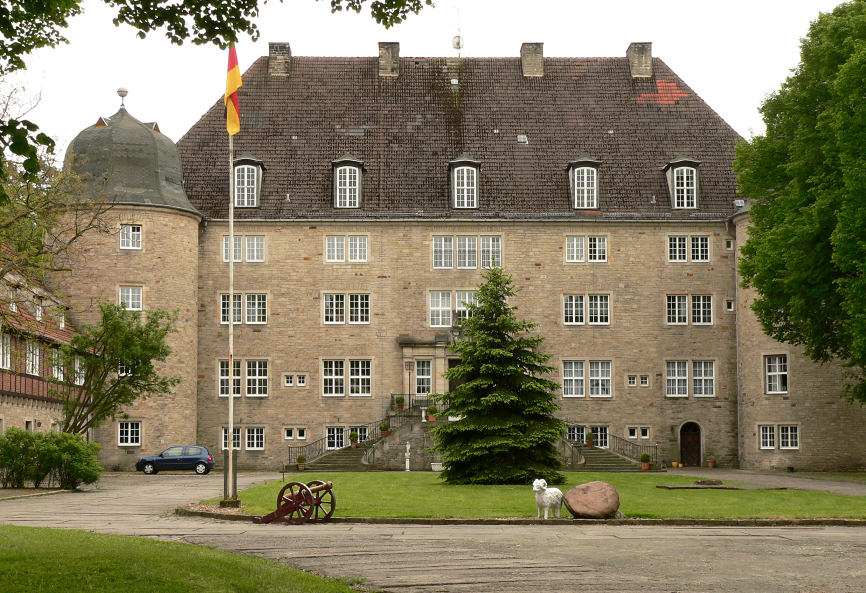
Schloss Neumühle

- Das Schloss Neumühle ist einer der letzten großen Schlossbauten Deutschlands des 20. Jahrhunderts. Architekt des Bauwerks war Paul Bonatz, der unter anderem das Empfangsgebäude des Hauptbahnhofs in Stuttgart und das Opernhaus in Ankara errichtete. Das in vierjähriger Bauzeit errichtete Schloss wurde im November 1942 von der Familie von Günther Graf von der Schulenburg-Wolfsburg bezogen. Der schulenburgische Besitz und die Wolfsburg in der damaligen „Stadt des Kdf-Wagens“ 35 km südwestlich waren um 1940 zum Bau des Volkswagenwerkes enteignet worden. Schloss Neumühle wurde in moderner Bauweise aus Stahlbeton mit vier runden Ecktürmen errichtet und fiel nur unwesentlich kleiner aus als der Stammsitz in Wolfsburg. Das auf einer von Laubwäldern umgebenen Anhöhe liegende Schloss hat eine bemerkenswerte Gartenanlage. Nach der Enteignung des Grafen 1945 wurde es als Lungenheilanstalt und Seniorenheim benutzt. Heute befindet es sich wieder in Privatbesitz.

## Religion
Die evangelischen Christen aus Neumühle gehörten zur Kirchengemeinde Tangeln in der Pfarrei Ahlum. Heute gehört die Kirchengemeinde zum Pfarrbereich Rohrberg des Kirchenkreises Salzwedel im Propstsprengel Stendal-Magdeburg der Evangelischen Kirche in Mitteldeutschland.
Katholiken in Neumühle gehören zur Kirche Mariä Himmelfahrt in Beetzendorf in der Pfarrei St. Hildegard in Gardelegen im Dekanat Stendal im Bistum Magdeburg.